# Zoopsis leitgebiana
Zoopsis leitgebiana là một loài rêu tản trong họ Lepidoziaceae. Loài này được (Carrington & Pearson) Bastow miêu tả khoa học lần đầu tiên năm 1888.